# 波德韋爾卡
波德韋爾卡（斯洛維尼亞語： 發音：[pɔˈdʋeːlka]），是斯洛維尼亞東北部波德韦尔卡市镇的村莊及行政中心。它位於下施蒂利亞傳統地區，屬於科羅統計區。該聚居地位於德拉瓦河右岸的馬里博爾至德拉沃格勒鐵路線上。

## 外部連結
- 维基共享资源上的相關多媒體資源：波德韋爾卡
- Podvelka on Geopedia （页面存档备份，存于）